# Origny-en-Thiérache

Origny-en-Thiérache este o comună în departamentul Aisne din nordul Franței. În 1 ianuarie 2022 avea o populație de 1.354 de locuitori.